# Squadra barbadiana di Coppa Davis
La squadra barbadiana di Coppa Davis rappresenta l'isola di Barbados nella Coppa Davis, ed è posta sotto l'egida della Barbados Tennis Association.
La squadra ha esordito nel 1990 e ad oggi il suo miglior risultato è il raggiungimento del Gruppo I della zona Americana.

## Organico 2019
Vengono di seguito illustrati i convocati per ogni singolo turno della Coppa Davis 2019. A sinistra dei nomi la nazione affrontata e il risultato finale. Fra parentesi accanto ai nomi, il ranking del giocatore nel momento della disputa degli incontri (la "d" indica che il ranking corrisponde alla specialità del doppio).
| Gruppo I - Playoff | Gruppo I - Playoff                                            |
| Brasile (1-3)      | Darian King (169) Haydn Lewis (f.r.*) Xavier Lawrence (f.r.*) |
| ------------------ | ------------------------------------------------------------- |

* f.r. = Fuori Ranking

## Risultati
= Incontro del Gruppo Mondiale

### 2010-2019
| Anno | Turno                           | Data            | Sede                      | Avversario              | Punteggio | Esito     |
| ---- | ------------------------------- | --------------- | ------------------------- | ----------------------- | --------- | --------- |
| 2010 | Gruppo IV, Round Robin          | 29 giugno       | Panama (PAN)              | Trinidad e Tobago       | 2–1       | Vittoria  |
| 2010 | Gruppo IV, Round Robin          | 1 luglio        | Panama (PAN)              | Isole Vergini Americane | 3–0       | Vittoria  |
| 2010 | Gruppo IV, Round Robin          | 2 luglio        | Panama (PAN)              | Honduras                | 2–1       | Vittoria  |
| 2010 | Gruppo IV, Round Robin          | 3 luglio        | Panama (PAN)              | Panama                  | 2–1       | Vittoria  |
| 2011 | Gruppo III, Round Robin         | 15 giugno       | Santa Cruz (BOL)          | Bolivia                 | 2–1       | Vittoria  |
| 2011 | Gruppo III, Round Robin         | 16 giugno       | Santa Cruz (BOL)          | Aruba                   | 3–0       | Vittoria  |
| 2011 | Gruppo III, Round Robin         | 17 giugno       | Santa Cruz (BOL)          | Bahamas                 | 2–1       | Vittoria  |
| 2011 | Gruppo III, Playoff 1º-4º posto | 18 giugno       | Santa Cruz (BOL)          | Costa Rica              | 3–0       | Vittoria  |
| 2011 | Gruppo III, Playoff 1º-4º posto | 19 giugno       | Santa Cruz (BOL)          | Guatemala               | 1–2       | Sconfitta |
| 2011 | Gruppo III, Playoff 1º-4º posto | 19 giugno       | Santa Cruz (BOL)          | Bolivia                 | NG        | NG        |
| 2012 | Gruppo II, 1º turno             | 10-12 febbraio  | Saint Michael (BRB)       | Paraguay                | 3–2       | Vittoria  |
| 2012 | Gruppo II, 2º turno             | 6-8 aprile      | Città del Messico (MEX)   | Messico                 | 0–5       | Sconfitta |
| 2013 | Gruppo II, 1º turno             | 1-3 febbraio    | Santa Tecla (SLV)         | El Salvador             | 1–4       | Sconfitta |
| 2013 | Gruppo II, Playoff 1º turno     | 5-7 aprile      | Saint Michael (BRB)       | Porto Rico              | 3–1       | Vittoria  |
| 2014 | Gruppo II, 1º turno             | 31 gen.-2 feb.  | Bridgetown (BRB)          | Cile                    | 3–2       | Vittoria  |
| 2014 | Gruppo II, 2º turno             | 4-6 aprile      | Saint Michael (BRB)       | El Salvador             | 4–1       | Vittoria  |
| 2014 | Gruppo II, Playoff              | 12-14 settembre | Saint Michael (BRB)       | Messico                 | 3–2       | Vittoria  |
| 2015 | Gruppo I, 1º turno              | 6-8 marzo       | Saint Michael (BRB)       | Rep. Dominicana         | 2–3       | Sconfitta |
| 2015 | Gruppo I, Playoff 1º turno      | 18-20 settembre | Saint Michael (BRB)       | Ecuador                 | 2–3       | Sconfitta |
| 2015 | Gruppo I, Playoff 2º turno      | 30 ott.-1 nov.  | Saint Michael (BRB)       | Uruguay                 | 3–2       | Vittoria  |
| 2016 | Gruppo I, 1º turno              | 4-6 marzo       | Portoviejo (ECU)          | Ecuador                 | 0–5       | Sconfitta |
| 2016 | Gruppo I, Playoff 2º turno      | 28-30 ottobre   | Santo Domingo (DOM)       | Rep. Dominicana         | 2–3       | Sconfitta |
| 2017 | Gruppo II, 1º turno             | 3-5 febbraio    | Asunción (PRY)            | Paraguay                | 3–2       | Vittoria  |
| 2017 | Gruppo II, 2º turno             | 7-9 aprile      | Saint Michael (BRB)       | Guatemala               | 3–2       | Vittoria  |
| 2017 | Gruppo II, Playoff              | 15-17 settembre | Wildey (BRB)              | Venezuela               | 3–2       | Vittoria  |
| 2018 | Gruppo I, 1º turno              | 3-4 febbraio    | Saint Michael (BRB)       | Colombia                | 0–4       | Sconfitta |
| 2018 | Gruppo I, Playoff 1º turno      | 7-8 aprile      | Santo Domingo (DOM)       | Rep. Dominicana         | 0–4       | Sconfitta |
| 2018 | Gruppo I, Playoff 2º turno      | 13-15 settembre | Saint Michael (BRB)       | Ecuador                 | 0–4       | Sconfitta |
| 2019 | Gruppo I, Playoff               | 13-14 settembre | Città del Guatemala (GUA) | Brasile                 | 1–3       | Sconfitta |

## Andamento
La seguente tabella riflette l'andamento della squadra dal 1990 ad oggi.
| Pos.           | 90 | 91 | 92 | 93 | 94 | 95 | 96 | 97 | 98 | 99 | 00 | 01 | 02 | 03 | 04 | 05 | 06 | 07 | 08 | 09 | 10 | 11 | 12 | 13 | 14 | 15 | 16 | 17 | 18 | 19 |
| -------------- | -- | -- | -- | -- | -- | -- | -- | -- | -- | -- | -- | -- | -- | -- | -- | -- | -- | -- | -- | -- | -- | -- | -- | -- | -- | -- | -- | -- | -- | -- |
| Campione       |    |    |    |    |    |    |    |    |    |    |    |    |    |    |    |    |    |    |    |    |    |    |    |    |    |    |    |    |    |    |
| Finalista      |    |    |    |    |    |    |    |    |    |    |    |    |    |    |    |    |    |    |    |    |    |    |    |    |    |    |    |    |    |    |
| SF             |    |    |    |    |    |    |    |    |    |    |    |    |    |    |    |    |    |    |    |    |    |    |    |    |    |    |    |    |    |    |
| QF             |    |    |    |    |    |    |    |    |    |    |    |    |    |    |    |    |    |    |    |    |    |    |    |    |    |    |    |    |    |    |
| OF             |    |    |    |    |    |    |    |    |    |    |    |    |    |    |    |    |    |    |    |    |    |    |    |    |    |    |    |    |    |    |
| Qualificazioni | x  | x  | x  | x  | x  | x  | x  | x  | x  | x  | x  | x  | x  | x  | x  | x  | x  | x  | x  | x  | x  | x  | x  | x  | x  | x  | x  | x  | x  |    |
| Gruppo I       |    |    |    |    |    |    |    |    |    |    |    |    |    |    |    |    |    |    |    |    |    |    |    |    |    |    |    |    |    |    |
| Gruppo II      |    |    |    |    |    |    |    |    |    |    |    |    |    |    |    |    |    |    |    |    |    |    |    |    |    |    |    |    |    |    |
| Gruppo III     | x  | x  |    |    |    |    |    |    |    |    |    |    |    |    |    |    |    |    |    |    |    |    |    |    |    |    |    |    |    |    |
| Gruppo IV      | x  | x  | x  | x  | x  | x  | x  |    |    |    |    |    |    |    |    |    |    |    |    |    |    |    | x  | x  | x  | x  | x  | x  | x  | x  |

Legenda
- Campione: La squadra ha conquistato la Coppa Davis.
- Finalista: La squadra ha disputato e perso la finale.
- SF: La squadra è stata sconfitta in semifinale.
- QF: La squadra è stata sconfitta nei quarti di finale.
- OF: La squadra è stata sconfitta negli ottavi di finale (1º turno). Dal 2019 sostituito dal Round Robin.
- Qualificazioni: La squadra è stata sconfitta al turno di qualificazione. Istituito nel 2019.
- Gruppo I: La squadra ha partecipato al Gruppo I della propria zona di appartenenza.
- Gruppo II: La squadra ha partecipato al Gruppo II della propria zona di appartenenza.
- Gruppo III: La squadra ha partecipato al Gruppo III della propria zona di appartenenza.
- Gruppo IV: La squadra ha partecipato al Gruppo IV della propria zona di appartenenza.
- x: Ove presente, la x indica che in quel determinato anno, il Gruppo in questione non è esistito nella zona geografica di appartenenza della squadra.